# Merionoeda
Merionoeda es un género de insecto coleóptero de la familia Cerambycidae.

## Especies
- Merionoeda atriceps Gressitt & Rondon, 1970
- Merionoeda baoshana Chiang, 1963
- Merionoeda coerulea Aurivillius, 1924
- Merionoeda curtipennis (Pic, 1922)
- Merionoeda eburata Holzschuh, 1989
- Merionoeda hirsuta (Mitono & Nishimura, 1936)
- Merionoeda longicollis Holzschuh, 1989
- Merionoeda miranda Holzschuh, 1989
- Merionoeda splendida Chiang, 1981
- Merionoeda subulata Pascoe, 1869
- Merionoeda baliana Yokoi & Niisato, 2007
- Merionoeda caldwelli Gressitt, 1942
- Merionoeda catoxelytra Gressitt & Rondon, 1970
- Merionoeda distinctipes Pic, 1922
- Merionoeda formosana Heller, 1924
- Merionoeda fulvipennis (Pascoe, 1869)
- Merionoeda lombokiana Niisato & Yokoi, 2008
- Merionoeda merocephala Heller, 1916
- Merionoeda pubicollis Holzschuh, 1991
- Merionoeda similaris Holzschuh, 1991
- Merionoeda tosawai Kobayashi, 1932
- Merionoeda unguicularis Holzschuh, 1991
- Merionoeda acuta Pascoe, 1866
- Merionoeda acutipennis Villiers, 1968
- Merionoeda adnata Holzschuh, 2009
- Merionoeda africana Distant, 1899
- Merionoeda aggregata Holzschuh, 2008
- Merionoeda amabilis Jordan, 1895
- Merionoeda andrewesi Gahan, 1906
- Merionoeda anulus Holzschuh, 1991
- Merionoeda apicicornis Holzschuh, 1991
- Merionoeda apicifusca Holzschuh, 1991
- Merionoeda argentata Yokoi & Niisato, 2009
- Merionoeda atricollis Heller, 1924
- Merionoeda aurorensis Vives, 2009
- Merionoeda australiae Lea, 1917
- Merionoeda baliosmerion Gressitt & Rondon, 1970
- Merionoeda basalis Aurivillius, 1924
- Merionoeda brachyptera Pascoe, 1869
- Merionoeda caelata Holzschuh, 2008
- Merionoeda calcarata Pascoe, 1869
- Merionoeda callifera Holzschuh, 1991
- Merionoeda cariniger Holzschuh, 2008
- Merionoeda clara Yokoi & Niisato, 2009
- Merionoeda clunis Holzschuh, 2008
- Merionoeda congolensis Hintz, 1919
- Merionoeda consonaria Holzschuh, 2008
- Merionoeda danilevskyi Adlbauer, 2011
- Merionoeda dulcis Holzschuh, 2008
- Merionoeda dumosa Holzschuh, 2008
- Merionoeda evidens Holzschuh, 2003
- Merionoeda falsa Holzschuh, 2009
- Merionoeda falsidica Holzschuh, 2008
- Merionoeda flavipennis Jordan, 1894
- Merionoeda flavitarsis Pascoe, 1869
- Merionoeda fulvicollis Yokoi & Niisato, 2009
- Merionoeda fulvonotata Nonfried, 1894
- Merionoeda fusca Gressitt & Rondon, 1970
- Merionoeda glabra Yokoi & Niisato, 2012
- Merionoeda hasta Holzschuh, 1991
- Merionoeda hebes Holzschuh, 2008
- Merionoeda hendrai Yokoi & Niisato, 2012
- Merionoeda indica (Hope, 1831)
- Merionoeda inopinata Holzschuh, 2003
- Merionoeda jeanvoinei Pic, 1933
- Merionoeda johkii Yokoi & Niisato, 2012
- Merionoeda karinae Yokoi & Niisato, 2012
- Merionoeda kinoshitai Yokoi & Niisato, 2009
- Merionoeda laticornis Holzschuh, 1991
- Merionoeda latitarsis Holzschuh, 2009
- Merionoeda longicollis Holzschuh, 1989
- Merionoeda makiharai Yokoi & Niisato, 2012
- Merionoeda marginalis Holzschuh, 1991
- Merionoeda mehli Yokoi & Niisato, 2008
- Merionoeda melampus Holzschuh, 2009
- Merionoeda melanocephala Gressitt & Rondon, 1970
- Merionoeda melanopsis Pascoe, 1869
- Merionoeda melichroos Gressitt & Rondon, 1970
- Merionoeda micans Holzschuh, 2008
- Merionoeda musschenbroekii Gestro, 1877
- Merionoeda mutata Yokoi & Niisato, 2009
- Merionoeda neglecta Yokoi & Niisato, 2009
- Merionoeda nigrella Gressitt, 1942
- Merionoeda nigriceps (White, 1855)
- Merionoeda nigricollis Aurivillius, 1924
- Merionoeda nigroapicalis Gressitt & Rondon, 1970
- Merionoeda ohbayashii Yokoi & Niisato, 2009
- Merionoeda phoebe Gardner, 1939
- Merionoeda pilosa Gressitt & Rondon, 1970
- Merionoeda planicollis Yokoi & Niisato, 2009
- Merionoeda puella Pascoe, 1858
- Merionoeda punctatella Holzschuh, 2008
- Merionoeda punctifrons Heller, 1924
- Merionoeda ruficollis Pic, 1931
- Merionoeda rusticula Holzschuh, 2003
- Merionoeda scitella Pascoe, 1858
- Merionoeda scutulata Holzschuh, 1989
- Merionoeda seminigra Holzschuh, 2008
- Merionoeda spadixelytra Gressitt & Rondon, 1970
- Merionoeda sumatrana Nonfried, 1894
- Merionoeda takakuwai Yokoi & Niisato, 2009
- Merionoeda taprobanica Gahan, 1906
- Merionoeda tuberosa Holzschuh, 2003
- Merionoeda uraiensis Kano, 1933
- Merionoeda vulpecula Holzschuh, 2003
- Merionoeda wayani Niisato & Yokoi, 2008